# Colorado Caribous
I Colorado Caribous sono stati una società calcistica statunitense con base a Denver, attiva nel corso della stagione 1978 della NASL.

## Storia
In seguito all'acquisizione della franchigia dei Denver Dynamos da parte di Minneapolis avvenuta nel 1976, il politico Booth Gardner e il produttore discografico James Guercio decisero di investire una cifra pari a un milione di dollari per ricreare un club calcistico che rappresentasse la città di Denver nella NASL. Con il nome di Colorado Caribous (scelto da Guercio in omaggio al nome di uno studio di registrazione in sua proprietà), la squadra disputò un campionato sostanzialmente negativo, in cui concluse la Central Division all'ultimo posto con solo otto vittorie all'attivo e un avvicendamento alla guida tecnica (il nordirlandese Dave Clements fu sostituito dopo ventidue gare da Dan Wood), suscitando alcune critiche per l'inusuale foggia delle divise e attirandosi uno scarso seguito di sostenitori.
In seguito agli scarsi risultati ottenuti dal club, nell'agosto 1978 Gardner e Guercio chiusero il club vendendone la franchigia alla città di Atlanta, avvenimento che di fatto gettò le basi per la rifondazione degli Atlanta Chiefs.

## Colori e simboli

### Colori
Parte della notorietà della squadra è dovuta ai colori sociali (marrone, nero e bianco) e alla foggia delle maglie (prodotte dalla Medalist Sand-Knit), caratterizzate da una frangia di pelle all'altezza del petto in stile western.

## Statistiche e record

### Statistiche individuali
La sezione riporta le presenze e le reti dei giocatori nel corso dell'unica stagione disputata dal club, ordinate in maniera decrescente.
| Presenze - 30 Greg Makowski, Jomo Sono - 29 Branko Radović - 28 Arnie Mausser - 26 Bob Rohrbach - 25 Pat MacMahon - 24 Matt Bahr, Brian Tinnion - 23 Louie Nanchoff, Steve Ralbobsky - 18 Ronnie Blair - 15 Sead Susić - 14 Dave Clements - 13 Tommy Lang, Scott Strasburg - 12 Fred Pereira - 10 Philip Jones - 8 Carl Strong - 6 George Lamptey - 2 Tad DeLorm, Brian Budd | Reti - 8 Sono - 6 Rohrbach, Susić - 4 Nanchoff - 3 Tinnion - 2 Makovski, Pereira - 1 Clements, Blair |

## Organico

### Rosa
| N. |                             | Ruolo | Calciatore     |
| -- | --------------------------- | ----- | -------------- |
| 1  | Stati Uniti (bandiera)      | P     | Arnie Mausser  |
| 2  | Ghana (bandiera)            | D     | George Lamptey |
| 3  | Stati Uniti (bandiera)      | D     | Matt Bahr      |
| 4  | Stati Uniti (bandiera)      | D     | Greg Makowski  |
| 5  | Jugoslavia (bandiera)       | C     | Branko Radović |
| 6  | Irlanda del Nord (bandiera) | C     | Dave Clements  |
| 7  | Inghilterra (bandiera)      | A     | Brian Tinnion  |
| 8  | Sudafrica (bandiera)        | A     | Jomo Sono      |
| 9  | Jugoslavia (bandiera)       | A     | Sead Susić     |
| 10 | Stati Uniti (bandiera)      | A     | Louie Nanchoff |
| 11 | Stati Uniti (bandiera)      | A     | Fred Pereira   |

| N. |                             | Ruolo | Calciatore      |
| -- | --------------------------- | ----- | --------------- |
| 12 | Stati Uniti (bandiera)      | A     | Bob Rohrbach    |
| 14 | Stati Uniti (bandiera)      | D     | Tommy Lang      |
| 15 | Scozia (bandiera)           | C     | Pat McMahon     |
| 16 | Stati Uniti (bandiera)      | C     | Steve Ralbovski |
| 17 | Stati Uniti (bandiera)      | C     | Scott Strasburg |
| 18 | Sudafrica (bandiera)        | D     | Philip Jones    |
| 19 | Canada (bandiera)           | A     | Brian Budd      |
| 20 | Stati Uniti (bandiera)      | C     | Carl Strong     |
| 22 | Stati Uniti (bandiera)      | P     | Tad DeLorm      |
| 23 | Irlanda del Nord (bandiera) | C     | Ronnie Blair    |